# Euderces laevicauda
Euderces laevicauda là một loài bọ cánh cứng trong họ Cerambycidae.